# Johnson County, Kansas
Johnson County är ett administrativt område i delstaten Kansas, USA, med 544 179 invånare. Den administrativa huvudorten (county seat) är Olathe.

## Geografi
Enligt United States Census Bureau har countyt en total area på 1 244 km². 1 235 km² av den arean är land och 9 km² är vatten.

### Angränsande countyn
- Wyandotte County - nord
- Jackson County, Missouri - öst
- Cass County, Missouri - sydost
- Miami County - syd
- Franklin County - sydväst
- Douglas County - väst
- Leavenworth County - nordväst

### Orter
- Bonner Springs (delvis i Leavenworth County och Wyandotte County)
- De Soto (delvis i Leavenworth County)
- Edgerton
- Fairway
- Gardner
- Lake Quivira (delvis i Wyandotte County)
- Leawood
- Lenexa
- Merriam
- Mission
- Mission Hills
- Mission Woods
- Olathe (huvudort)
- Prairie Village
- Roeland Park
- Shawnee
- Spring Hill (delvis i Miami County)
- Westwood
- Westwood Hills